# Белая королева (роман)
«Белая королева» (англ. The White Queen) — исторический роман британской писательницы Филиппы Грегори, рассказывающий о Елизавете Вудвилл. Был впервые опубликован в 2009 году, стал литературной основой одноимённого сериала.

## Сюжет
Центральная героиня романа — Елизавета Вудвилл. Действие начинается в 1464 году, когда Елизавета, вдова рыцаря, сражавшегося за Ланкастеров, встречает короля из династии Йорков Эдуарда IV. Это становится началом большой любви и причиной многих бед для семьи Вудвиллов и всей Англии.

## Оценки
Рецензенты высоко оценили роман. «Белую королеву» называли «пьянящей смесью истории, романтики и политических интриг», «очаровательным романом», ярко запечатлевшим ужасы войны. Морин Уоллер из The Telegraph назвала роман «захватывающим». При этом обозреватель журнала Publishers Weekly считает, что этот роман не так хорош, как предыдущие книги Грегори, рассказывающие об эпохе Тюдоров. 
По мотивам «Белой королевы» был снят одноимённый сериал (2013).